# Heinz Wanders
Heinz Wanders (* 4. Oktober 1901; † nach 1969) war ein deutscher Grafiker und Werbefachmann.

## Leben
Von den 31 Verfassern der im Verlag von Paul Steegemann erschienenen spätexpressionistisch-dadaistischen Reihe »Die Silbergäule« war Heinz Wanders der jüngste. Bereits als 18-Jähriger erschien seine Folge von 7 Lithografien, gedruckt bei Edler & Krische, in den Ausgaben 67/68 unter dem Titel Steinzeichnungen. Spuk.
Ebenfalls zur Zeit der Weimarer Republik pflegte Wanders in Hannover seine Freundschaft mit dem Maler Friedrich Busack. Wanders besuchte etwa zeitgleich mit anderen Künstlerinnen und Künstlern der Neuen Sachlichkeit Anfang der 1920er Jahre die Werkkunstschule Hannover. Er zählte zum Freundeskreis um den Schriftsteller Gustav Schenk und „gab sich gern als versnobter englischer Gentleman und Bohemien.“
Noch Anfang der 1960er Jahre war Wanders mit Sitz in Hannover insbesondere als Gebrauchsgrafiker für Werbeanzeigen etwa in Zeitschriften tätig. Als Gebrauchsgrafiker firmierte Wanders, Mitglied im Bund der Deutschen Gebrauchsgraphiker (BDG), 1967 in Isernhagen NB-Süd unter der Adresse Große Heide 16 und noch 1969 im Haus Große Heide 22.

## Bekannte Werke (Auswahl)
- Erich Ebermayer, Heinz Wanders (Lith.): Der Letzte. Novelle, mit 5 lithographischen Tafeln von Wanders, Leipzig, Ernst Oldenburg Verlag, 1925
- Spuk. Steinzeichnungen (= Die Silbergäule, [Nummern 67/68]), Hannover: Steegemann, 1920
- Fisch und Früchte, mit Zeichnungen von Heinz Wanders, Bremerhaven: Werbedienst des Seefischmarktes Bremerhaven e. V., [1960]